# Наветренные острова (Французская Полинезия)
Наве́тренные острова́ (фр. Îles du Vent, таит. Te Fenua Ni'a Mata'i) — восточная группа островов, входящих в архипелаг Островов Общества Французской Полинезии, заморской территории Франции. Изначально острова были названы в честь короля Англии Георга III — острова Георга.

## География
Крупнейшим островом архипелага является остров Таити, площадь которого составляет 1042 км2. Здесь же проживает бо́льшая часть населения не только Наветренных островов, но и всей Французской Полинезии (178 133 жителей по переписи 2007 года ). Также в состав этой группы входят острова Муреа (16 191 жителей) и Маиао (299 жителей), которые наряду с Таити являются вулканическими образованиями, а также два необитаемых коралловых атолла — Тетиароа и Мехетиа.

## Административное устройство
Наветренные острова в административном плане представляют собой одно из Административных подразделений Французской Полинезии. Центром подразделения является город Папеэте, расположенный на острове Таити. В свою очередь Наветренные острова делятся на 13 коммун: Аруа, Фаа, Хитиа О Те Ра, Маина, Муреа-Маиао, Паеа, Папара, Папеэте, Пираэ, Пунаауиа, Таиарапу-Эст, Таиарапу-Оуест и Тева И Юта.